# Pku

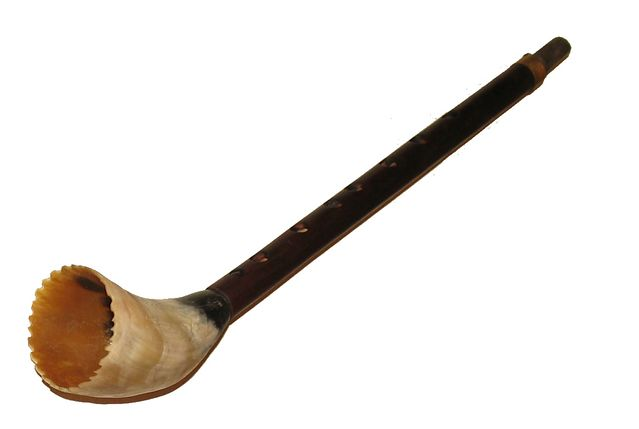
Armenische Hornpfeife pku

Pku, auch pzuk (armenisch Պկու), ist ein traditionelles armenisches Blasinstrument mit einfachem Rohrblatt. Es hat ein Melodierohr aus Holz mit sieben Grifflöchern und eine Oktave Tonumfang. Es wird nicht überblasen. Am unteren Ende des Schallrohrs dient ein Kuhhorn als Schallbecher. Somit gehört es zu den Hornpfeifen. Sein Klang kann je nach Spielweise weicher oder schrill sein. 
Heute wird das pku in unterschiedlichen Grundtönen und Stimmlagen hergestellt. Das Mundstück wird, ähnlich dem Klarinettenmundstück, aus Ebonit hergestellt. Die Instrumente der Diskantlage sind ca. 25 cm lang, die Altlage ca. 35 cm, Tenorinstrumente ca. 56 cm (Schallrohr zweiteilig). Unterschiedliche Grundtöne bzw. Tonarten sind möglich.
Vorläufer des Instruments wurden von armenischen Geschichtsschreibern bereits im 5. Jahrhundert n. Chr. unter den Bezeichnungen pogh und tmbuk erwähnt. Im 20. Jahrhundert war es weitgehend vergessen, wurde aber im Zuge der Rückbesinnung auf armenische Musiktraditionen wiederentdeckt und weiterentwickelt. Häufiger werden in der armenischen Musik die Rohrblattinstrumente duduk und zurna sowie die Längsflöte blul gespielt. 